# Michael Lundsgaard Winter
Michael Lundsgaard Winter (født 27. december 1979) er en tysk tidligere fodboldspiller og nu fodboldtræner for TB Tvøroyri.

## Spillerkarriere
Som aktiv spillede Michael Lundsgaard Winter i SV Grimma 1919, Bad Hersfeld samt i Västerås SK. Han har også spillet som semiprofessionel i Skive IK.

## Trænerkarriere
I 2007 blev han træner i Randers FC. Her var han cheftræner for 2. divisionsholdet og cheftræner for reserveholdet i tæt samarbejde med superligaholdet. Derudover var han leder og træner i elitesportscollege og ansvarlig for morgentræningen for de bedste spillere i U/17, U/19 og U-truppen.
I 2011 blev han præsenteret som ny cheftræner i Skovbakken IK. Dette job bestred han dog kun i fire måneder, da samarbejdet blev opsagt, pga. uoverensstemmelse ang. spillestil og taktik.
I 2012 blev han cheftræner for HIK's U17-hold.
I 2014 blev han cheftræner for FC Roskildes U19-hold, og i 2015 blev han assistenttræner for FC Roskildes 1. hold. I december 2016 blev FC Roskilde og Michael Winter enige om at stoppe samarbejdet.
Pr. 1. juli 2017 startede Michael Lundsgaard Winter som cheftræner i Brønshøj Boldklub på en 1-årig kontrakt.
I sommeren 2019 forlod han Brønshøj, og i efteråret 2019 kom det frem, at han fra 1. januar 2020 skulle være træner for færøske TB Tvøroyri.